# Antonio Lupatelli
|  | Aquest article tracta sobre l'il·lustrador i escriptor italià. Si cerqueu la psicoanalista suïssa, vegeu «Antonia Anna Wolff». |

Antonio Lupatelli (Busseto, 1930 - Cremona, 18 de maig de 2018) va ser un il·lustrador, dibuixant de còmics i escriptor italià que treballà sota el pseudònim de Tony Wolf. Lupatelli és conegut per les seves il·lustracions en llibres infantils com ara:
- Pinocchio
- Le Storie del Bosco
- On the Farm
- In the City
- Jack and Jill

Va fer-se famós per crear en Pingu, personatge de la sèrie de televisió dels anys noranta que duia el mateix nom. Lupatelli va iniciar la seva carrera artística als anys cinquanta, i va col·laborar amb Fratelli Pagotto i l'editorial britànica Fleetway.